# Longiperna
Genre
Longiperna est un genre d'opilions laniatores de la famille des Gonyleptidae.

## Distribution
Les espèces de ce genre sont endémiques du Brésil. Elles se rencontrent dans les États de Rio de Janeiro, du Minas Gerais, de São Paulo, du Paraná et de Santa Catarina.

## Liste des espèces
Selon World Catalogue of Opiliones (28/08/2021) :
- Longiperna cancellata (Roewer, 1913)
- Longiperna concolor (Mello-Leitão, 1923)
- Longiperna coxalis (Roewer, 1943)
- Longiperna insperata (Soares & Soares, 1947)
- Longiperna kuryi Pinto-da-Rocha & Bragagnolo, 2010
- Longiperna trembao Pinto-da-Rocha & Bragagnolo, 2010

## Publication originale
- Roewer, 1929 : « Weitere Weberknechte III. (3. Ergänzung der: "Weberknechte der Erde", 1923). » Abhandlungen der Naturwissenschaftlichen Verein zu Bremen, vol. 27, p. 179–284.